# 疋田高志
疋田 高志（ひきだ たかし、11月6日 - ）は、日本の男性声優。ぷろだくしょんバオバブ所属。福岡県出身。

## 人物
資格は普通自動車免許、普通自動二輪免許。特技はダンス（ジャズ、ヒップホップ）、カンフーアクション、ソフトテニス。趣味は海外旅行、音楽鑑賞、プロレス観戦、ワイン、ラジオ。方言は北九州弁。

## 出演
太字はメインキャラクター。

### テレビアニメ
1997年
- ケロケロちゃいむ（ボア、兵士、使い、カエル）
- るろうに剣心 -明治剣客浪漫譚-（手下、少年）

2005年
- プレイボール（2005年 - 2006年、山本） - 2シリーズ

2007年
- おおきく振りかぶって（2007年 - 2010年、三星野球部選手A、門田、町田、梅原圭介、倉田 他） - 2シリーズ
- Over Drive（選手、観客）
- ZOMBIE-LOAN（青年A）
- D.C.II 〜ダ・カーポII〜（生徒、店員、客、通行人）
- 流星のロックマン トライブ（村人、スタッフ、研究員、所員）

2008年
- イタズラなKiss（助夫、プールの客B、アナウンス、男子学生B、カップルB 他）
- かんなぎ（男子生徒）
- 銀魂（2008年 - 2011年、オタク、組員C、手下A、店員C、鯱の手下A） - 2シリーズ
- 黒執事（部下）
- ケロロ軍曹（2008年 - 2009年、村人、生徒）
- 紅（男1）
- シゴフミ（ヤンキー）
- スキップ・ビート!（社員）
- ゼロの使い魔〜三美姫の輪舞〜（生徒D）
- D.C.II S.S. 〜ダ・カーポII セカンドシーズン〜（生徒、ゲレンデ客、警備員）
- モノクローム・ファクター（男）

2009年
- イナズマイレブン（2009年 - 2012年、出前洋、エージェント、デザーム / 砂木沼治、道端詠） - 2シリーズ
- 空中ブランコ（健吾）
- 地獄少女 三鼎（篠原美知人）
- 鋼の錬金術師 FULLMETAL ALCHEMIST（2009年 - 2010年、ボビー、戦車兵、ザンパノ、商人B、ブリッグズ兵A、イシュヴァール人A・B）

2010年
- アイアンマン（自衛官B、記者）
- RAINBOW-二舎六房の七人-（橋元、奥山、男性客、看守B、警官 他）

2013年
- BLAZBLUE ALTER MEMORY（アラクネ）

2016年
- ドラえもん（テレビ朝日版第2期）（テレビ音声、父）

2018年
- イナズマイレブン アレスの天秤 / オリオンの刻印（2018年 - 2019年、砂木沼治、シモン・アザゼル、アダム・サンチー） - 2シリーズ

### 劇場アニメ
- 劇場版 機動戦士ガンダム00 -A wakening of the Trailblazer-（2010年）
- マジック・ツリーハウス（2010年、海賊）
- 劇場版 3D あたしンち 情熱のちょ〜超能力 母大暴走!（2010年、少年B）
- イナズマイレブン 超次元ドリームマッチ（2014年、デザーム）
- GAMBA ガンバと仲間たち（2015年、七郎）
- 劇場版 イナズマイレブン 新たなる英雄たちの序章（2024年、矢倉隆仁）

### OVA
- シゴフミ（2008年、生徒）
- To LOVEる -とらぶる- OVA（2009年、男性）
- 鋼の錬金術師 FULLMETAL ALCHEMIST（2010年、山岳兵A、フレデリック・シェフィールド） - 2作品

### Webアニメ
- イナズマイレブン アウターコード（2016年、砂木沼治）

### ゲーム
2008年
- イナズマイレブン（2008年 - 2010年、出前洋、砂木沼治） - 3作品
- ガンダムバトルユニバース
- Double Clutch（モルチェンコ）
- BLAZBLUE（アラクネ）
- メモリーズオフ6 〜T-wave〜

2009年
- BLAZBLUE CONTINUUM SHIFT（アラクネ）

2010年
- BLAZBLUE CONTINUUM SHIFT II（アラクネ）

2011年
- イナズマイレブン ストライカーズ（2011年 - 2012年、デザーム / 砂木沼治） - 3作品
- イナズマイレブンGO シャイン/ダーク（砂木沼治）
- BLAZBLUE CONTINUUM SHIFT II PLUS（アラクネ）
- BLAZBLUE CONTINUUM SHIFT EXTEND（アラクネ）

2012年
- BLAZBLUE CHRONOPHANTASMA（アラクネ）

2014年
- 第3次スーパーロボット大戦Z 時獄篇

2015年
- ザクセスヘブン（スタビスキー、ドクター・G）

2021年
- BLAZBLUE ALTERNATIVE DARKWAR（アラクネ）

2022年
- 鋼の錬金術師 MOBILE（ジェルソ）

### ドラマCD
- あつまれ!学園天国
- イナズマイレブンGO ドラマCD「特訓の絆!!」（砂木沼治[14]）
- 〜学園エンペラー〜 愛してみやがれ!!（生徒A）
- 仕立屋工房 Artelier Collection
- D.C.II S.S. 〜ダ・カーポII セカンドシーズン〜 聖夜のミスコン大作戦!（ななかファンの野郎共）
- 八犬伝—東方八犬異聞—（犬山道節）
- マグナカルタ2

### 吹き替え

#### 映画
- キャプテン・フィリップス（シールズ27）
- キャンプ・ロック（サンダー・ロイヤー）
- キャンプ・ロック2 ファイナル・ジャム
- ハンコック（男性）
- マネー・ショート 華麗なる大逆転（チャーリー・ゲラー〈ジョン・マガロ〉）

#### ドラマ
- アンフォゲッタブル4 完全記憶捜査（デニー・パディーヤ）
- コールドケース 迷宮事件簿（トミー）
- シェキラ!（タイ・ブルー〈ロション・フェガン〉）
- シカゴ・メッド（ジョーイ・トーマス〈ピーター・マーク・ケンドール〉）
- チャームド〜魔女3姉妹〜（ケビン）
- 朱蒙（ビリュ）
- ミディアム5 霊能者アリソン・デュボア（アーロ・スローカム）
- ユーリカ 〜事件です!カーター保安官〜（スペンサー）

#### アニメ
- おさるのジョージ
- スペクタキュラー・スパイダーマン（ハリー・オズボーン）
- フォスターズ・ホーム（グーフボール・ジョン・マギー）

### 映画
やどかり珈琲モルモット（榊原修）

### シリーズ一覧
1. ↑  『イナズマイレブン』（2008年）、『2 脅威の侵略者 ファイア/ブリザード』（2009年）、『3 世界への挑戦!! スパーク/ボンバー/ジ・オーガ』（2010年）
2. ↑  『ストライカーズ』『2012エクストリーム』（2011年）、『GO 2013』（2012年）